# Kevin Martin (curling)
Kevin Martin (Killam, 31 de julio de 1966) es un deportista canadiense que compitió en curling.
Participó en dos Juegos Olímpicos de Invierno, obteniendo dos medallas, oro en Vancouver 2010 y plata en Salt Lake City 2002. Ganó tres medallas en el Campeonato Mundial de Curling entre los años 1991 y 2009.

## Palmarés internacional
| Juegos Olímpicos   | Juegos Olímpicos                | Juegos Olímpicos | Juegos Olímpicos |
| Año                | Lugar                           | Medalla          | Prueba           |
| ------------------ | ------------------------------- | ---------------- | ---------------- |
| 2002               | Salt Lake City (Estados Unidos) | Medalla de plata | Equipo           |
| 2010               | Vancouver (Canadá)              | Medalla de oro   | Equipo           |
| Campeonato Mundial |                                 |                  |                  |
| Año                | Lugar                           | Medalla          | Prueba           |
| 1991               | Winnipeg (Canadá)               | Medalla de plata | Equipo           |
| 2008               | Grand Forks (Estados Unidos)    | Medalla de oro   | Equipo           |
| 2009               | Moncton (Canadá)                | Medalla de plata | Equipo           |